# Francesco Scoma
Francesco Scoma (Palermo, 25 agosto 1961) è un politico italiano.

## Biografia
Francesco Scoma è nato a Palermo il 25 agosto del 1961. Sposato con Daniela Civello , e padre di Francesco Jr.
È figlio di Carmelo Scoma, sindacalista della CISL originario di Prizzi e Sindaco di Palermo dal 1976 al 1978.
Si è laureato in giurisprudenza all'Università degli Studi di Palermo. Funzionario del Banco di Sicilia dal 1981 al 1996, è funzionario di UniCredit in aspettativa per funzioni pubbliche elettive.

### Attività politica
Nel 1994 è tesoriere regionale e vice coordinatore regionale di Forza Italia.
Nel 1996 è eletto per la prima volta parlamentare all'Assemblea regionale siciliana nelle file di Forza Italia riportando 5.700 voti circa. Dal luglio 1996 al 2001 ricopre l'incarico di Presidente del Collegio dei questori.
Dal 1999 al 2001 è assessore al turismo del comune di Monreale.
Nel 2001 è rieletto parlamentare regionale all'ARS sempre con Forza Italia riportando quasi 12.000 voti di preferenza. Dal 2001 al 2004 ricopre l'incarico di deputato segretario. Dal 30 agosto 2004 è Assessore Regionale a Lavoro, Previdenza Sociale, Formazione Professionale ed Emigrazione.
Nel 2006 è rieletto all'ARS con 21.382 voti di preferenza.
Dal 2007 al 2008 è componente del comitato Europeo delle Regioni in rappresentanza della Sicilia.
È presidente della commissione affari europei all’Ars. 
Nel 2008 è rieletto per la quarta volta all'ARS nelle file del Popolo della Libertà con 17.160 voti. Dal 2008 al 2009 è assessore regionale alle Attività sociali.
Tra il 2009 e il 2010 è vicesindaco di Palermo nella giunta Cammarata.
Dal 2011 è segretario provinciale del Popolo della Libertà a Palermo.
Nell'ottobre 2012 è eletto per la quinta legislatura consecutiva all'Assemblea Regionale Siciliana. Dal novembre 2012 è Presidente del gruppo parlamentare del Popolo della Libertà.
Si candida alle elezioni politiche del febbraio 2013 al Senato della Repubblica in Sicilia con il Popolo della Libertà, risultando eletto grazie all'attribuzione al centro-destra del premio di maggioranza su base regionale.
Il 26 marzo 2013 si dimette dalla carica di deputato regionale.
Il 16 novembre 2013, con la sospensione delle attività del Popolo della Libertà, aderisce a Forza Italia.
È componente della commissione bicamerale Ince. 
Dal 12 novembre 2014 sostituisce Alessandra Mussolini, eletta eurodeputata, come Segretario del Senato della Repubblica in quota Forza Italia.
In occasione delle elezioni politiche del 4 marzo 2018 è eletto alla Camera dei deputati nella circoscrizione Sicilia 1 con Forza Italia.
Il 29 marzo 2018 è eletto Segretario della Camera dei deputati in quota Forza Italia.
A luglio del 2018 viene eletto dal Parlamento come componente del Consiglio d’Europa. 
Il 14 maggio 2020 ha annunciato il passaggio da Forza Italia ad Italia Viva.
Il 23 settembre 2021 lascia il partito di Matteo Renzi e approda alla Lega.
Maggio 2023 diventa Presidente dell'azienda pubblica AMG Energia del comune di Palermo distribuzione gas e manutenzione impianti di pubblica illuminazione comune di Palermo
Giugno 2023 designato componente nazionale del direttivo UTILITALIA azienda leader nazionale a supporto utilities
Settembre 2023 nominato in Rappresentanza della Regione Siciliana nel comitato di gestione nel sistema portuale della sicilia occidentale
Aprile 2025 , nominato componente nel direttivo di Confcommercio Palermo-Enna